# Bencsik János (néprajzkutató)

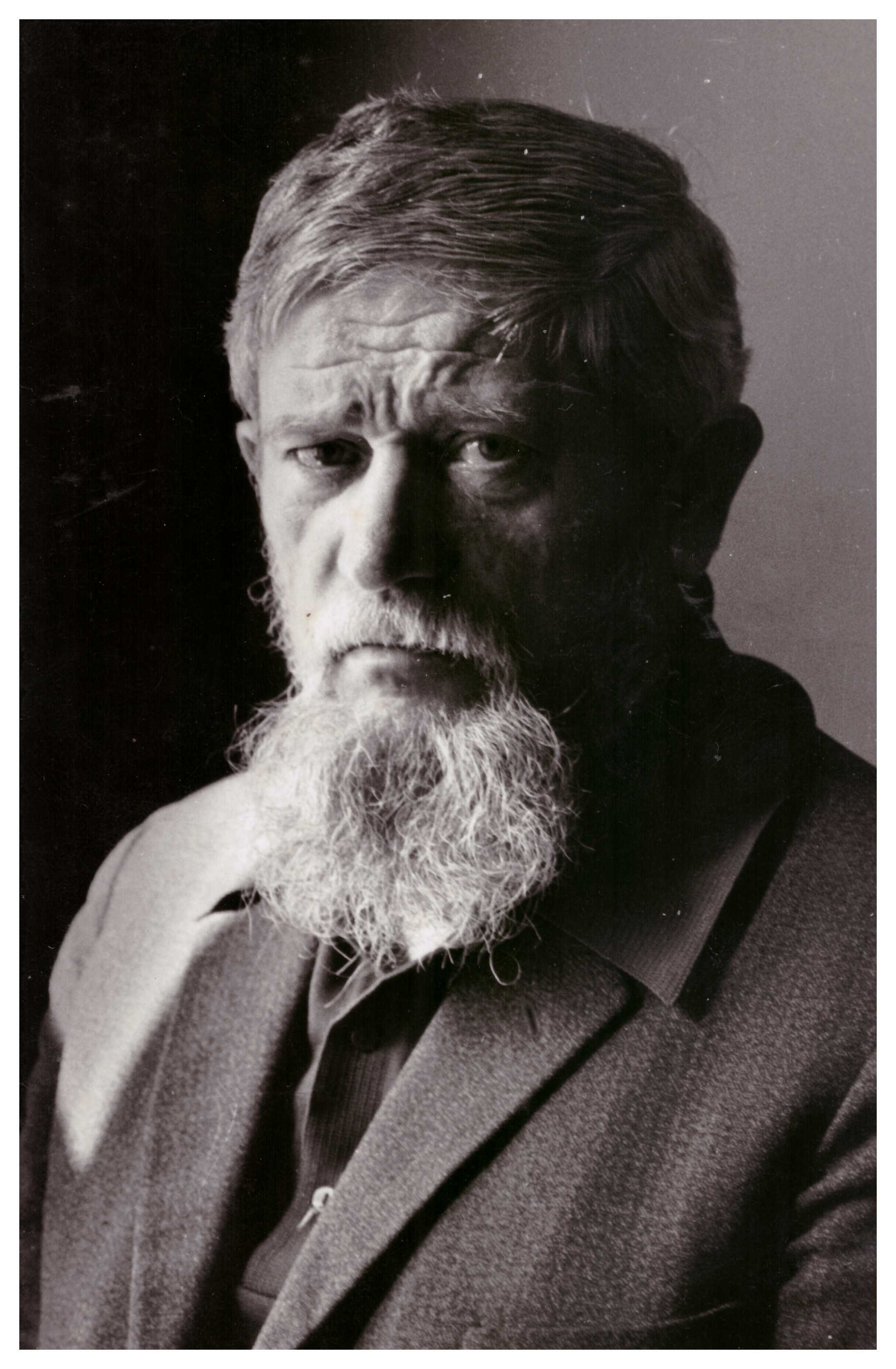
Bencsik János portréja, 1993, családi gyűjtemény

Bencsik János (Tiszacsege, 1933. március 21. – Sátoraljaújhely, 2021. június 25.) néprajzkutató, muzeológus, múzeumigazgató (Hajdúböszörmény, Gyula, Tokaj).

## Tanulmányai munkássága
A 6. osztály befejezése után a falusi tehetségmentő akció keretében ösztöndíjasként a Debreceni Kegyestanítórendi Főgimnázium, majd 1950-től a hajdúböszörményi Bocskai István Gimnázium tanulója lett. Az iskolai törzslapján a következő bejegyzés szerepel: 1953-ban sikeres érettségi vizsgát tett. A követelményeknek kitűnően megfelelt. A debreceni Kossuth Lajos Tudományegyetemen folytatta tanulmányait, 1957-ben magyar-történelem szakos középiskolai tanári diplomát szerzett. Később a néprajz szakot is elvégezte, 1968-ban doktorált. 
Szülőhelyén, Egyeken és Újtikoson kezdett tanítani. 1960-ban a Polgári Járási Tanács népművelési felügyelőjévé nevezték ki. Hivatali munkája mellett az általános iskolában régész szakkört szervezett. Tanári működése után a hajdúböszörményi Hajdúsági Múzeum (1965–1976), majd a gyulai Erkel Ferenc Múzeum (1976–1984) igazgatója. 1984 augusztusában költözött családjával a „zempléni borvidékre”, Tokajba. Nyugdíjba vonulásáig a Tokaji Múzeumot igazgatta. A helytörténeti kutatásokon túl, a térség számos témáját feldolgozta. Tokaj címerével kapcsolatban heraldikai kutatást folytatott, az újkori címert a város akkori vezetése, 1991. november 27-én fogadta el, ezzel is tisztelegve az újra városi rangot szerzett település múltja előtt.

## Kutatásai
Kutatási területe a Hajdúság, a Hortobágy és a Tisza melléke állattartása, földművelése és történeti néprajza. Tanulmányai hazai folyóiratokban és tudományos évkönyvekben jelentek meg. Foglalkozott a hajdúsággal (Hajdúböszörmény paraszti állattartása. Debrecen, 1972.). Kutatta a szívéhez oly közel álló szülőfalujának tágabb környezetét, a Hortobágyot (A paraszti közösség gazdasági tevékenysége (Fejezet Polgár történetéből). – Hajdúsági közlemények III. Eger, 1974. Polgár története, melyben szerző társai voltak Balogh István, Bacskai István, Kozma Bertalan, Mesterházy Károly, Módy György, M. Nepper Ibolya, Nyakas Miklós. Polgár, 1974. Botsy István polgári ispán javainak leírása 1828-ban. In.: Múzeumi Kurír, 16. sz. 1974. december) a Sárrétet, Gyulát, Battonyát.

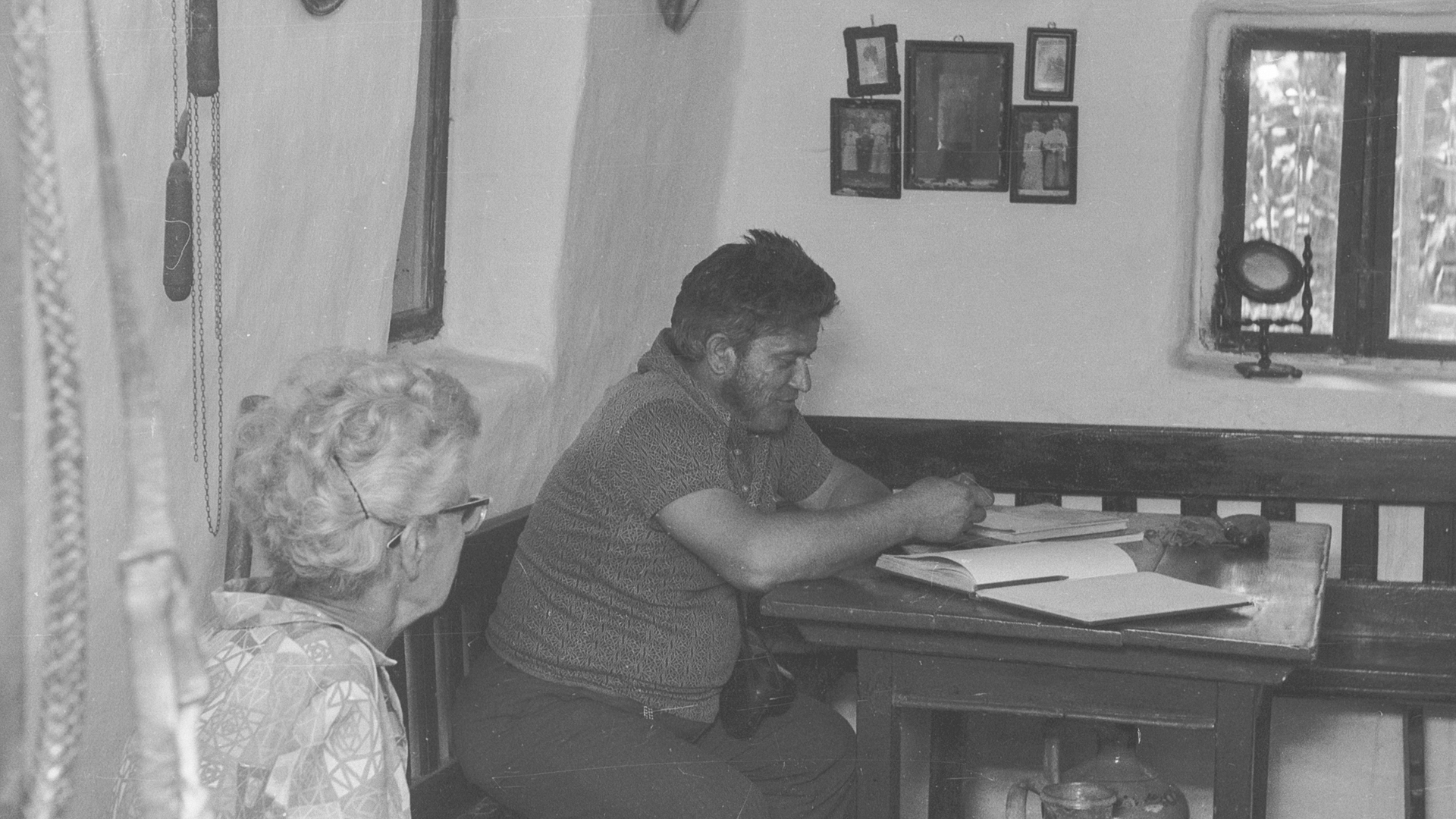
Kutatás közben, Hajdúsági Múzeum, C. Tóth János gyűjteménye

## Zemplén
Tokaj-Hegyalján is számos publikálás kötődik a nevéhez. Feldolgozta és kötetbe szerkesztette Rátka, Tállya, Tarcal, helytörténetét. Életre hívta a Tokaj és Hegyalja című honismereti sorozatot (XXIII. kötetet összefogó kiadvány). Kezdeményezésének eredményeképpen született meg a Tokaj történelmét összefoglaló négykötetes nagy monográfia, a Tokaj várostörténeti tanulmányok, melynek első két kötetét Orosz Istvánnal együtt ő szerkesztette, harmadik és negyedik kötete pedig saját szerkesztésében jelent meg. Ezen munka több fejezetének a megírása az ő nevéhez kötődik („Ember a magyar honfoglalás előtt a Tisza-Bodrog találkozása táján.” „Városi társadalom 1711–1848 között.” „A város pecsétrajza, a város címere.” „Tokaj, a város története és a vár ábrázolása régiségekben.” „A Polgári Iskola.” „Az egységes, alapfokú iskolaszervezet kiépülése Tokajban (1944-1949).”) Mindemellett számos honismereti és egyéb kiadványban publikált (Szülőföldünk, múzeumi kiadványok). 1990-ben a városi képviselő-testület tagjává választották. A Sátoraljaújhelyi székhelyű Kazinczy Ferenc Társaság alelnöke volt. Szervezője és irányítója volt a Tokaj-hegyaljai tudományos konferenciáknak.
Tokajban a Városvédő és -szépítő Egyesületet megalapítva, szívén viselte a város kulturális művelődését és épített környezetének megóvását. Az egyesület élén a rendszerváltás utáni „Tokajosított” utca elnevezések harcosa volt (Serház út, Mosolygó József út). Haláláig Sátoraljaújhelyben élt visszavonultan. 
Példamutató muzeológusi, néprajzkutatói munkássága során nagy szerepet vállalt abban, hogy számos más tájegység mellett Tokaj-Hegyalja és Tokaj városa múltjának, történeti néprajzának korábban ismeretlen szegmensei táruljanak az érdeklődő közönség elé.

## Főbb művei
- Pásztorkodás a Hortobágy északi területén a XVIII. század végétől; Alföldi Ny., Debrecen, 1969 (Közlemények a debreceni Kossuth Lajos Tudományegyetem Néprajzi Intézetéből)
- Paraszti állattartás Hajdúböszörményben; KLTE Néprajzi Intézet, Debrecen, 1971 (Közlemények a debreceni Kossuth Lajos Tudományegyetem Néprajzi Intézetéből)
- A paraszti közösség gazdasági tevékenysége; s.n., Hajdúböszörmény, 1974
- A szarvasmarha paraszti tartása Hajdúnánáson a XVIII. század végétől; s.n., Hajdúböszörmény, 1974 (Hajdúsági közlemények)
- Bencsik János–Nyakas Miklós: Adatok Hajdúböszörmény agrártörténetéhez. A Zója termelőszövetkezet története. 1950–1975; Városi Tanács–Hajdúsági Múzeum, Hajdúböszörmény, 1975 (Hajdúsági közlemények)
- A teknővájó cigányok. Egy etnikai csoport ismeretéhez. Kiállításvezető a Gyulai Várban, 1984. április–május; Erkel Múzeum, Gyula, 1984
- Fejezetek Tiszacsege történetéből; KLTE, Debrecen, 1987 (Folklór és etnográfia)
- Paraszti és mezővárosi kultúra a XVIII-XX. században. Történeti és néprajzi tanulmányok; bev. Orosz István, Fehér József; Herman Ottó Múzeum, Miskolc, 1993
- Tokaj társadalma a tárgyak tükrében, 1774-1849; Borsod-Abaúj-Zemplén Megyei Levéltár, Miskolc, 1993
- Kapitalizálódó gazdaság, polgárosodó társadalom. Tokaj népessége 1869–ben; BAZ Megyei Múzeumok Igazgatósága, Miskolc, 2003 (Officina musei)